# San Mateo (Esmeraldas)
San Mateo ist eine Ortschaft und eine Parroquia rural („ländliches Kirchspiel“) im Kanton Esmeraldas der ecuadorianischen Provinz Esmeraldas. Die Parroquia besitzt eine Fläche von 179,5 km². Die Einwohnerzahl lag im Jahr 2010 bei 5739. Die Parroquia wurde am 11. Juni 1937 gegründet. Zur Parroquia gehören folgende Recintos: Zapallo, Las Minas, Sagüe, 3 De Noviembre, Winchele, La Victoria, Dile Adentro, Dile Afuera, Tatica, Timbre 1, Timbre 2, Tonta Vaca, Chula und Guabal.

## Lage
Die Parroquia San Mateo liegt am Unterlauf des Río Esmeraldas in Nordwest-Ecuador. Der Hauptort liegt am Westufer des nach Norden strömenden Río Esmeraldas, 5,5 km südlich der Provinzhauptstadt Esmeraldas. Die Fernstraßen E20 (Esmeraldas–Rosa Zárate (Quinindé)) und E15 (Esmeraldas–San Lorenzo) treffen sich bei San Mateo.
Die Parroquia San Mateo grenzt im Nordosten an die Parroquias Tachina und Camarones, im Osten und im Süden an die Parroquia Chinca, im äußersten Südwesten an die Parroquia Coronel Carlos Concha Torres, im Westen an die Parroquia Tabiazo sowie im Nordwesten an die Parroquia Vuelta Larga.